# Phyllis Diller
Phyllis Ada Driver (Lima, Ohio, 17 de julio de 1917-Los Ángeles, California, 20 de agosto de 2012), más conocida como Phyllis Diller, fue una comediante y actriz estadounidense, más conocida por su excéntrico personaje, su humor autodespectivo, su pelo y ropa salvajes y su risa exagerada y cacareada.

## Biografía
Nació como Phyllis Ada Driver el 17 de julio de 1917 en Lima, Ohio, hija de Perry Marcus Driver, un agente de seguros, y Frances Ada (apellido de soltera Romshe) Driver. Estudió en el Central High School de Lima y luego cursó tres años en el Conservatorio de Música de Sherwood, en Chicago, antes de trasladarse al Bluffton (Ohio) College, donde fue editora de los artículos periodísticos más humorísticos de la escuela. Fue una seria estudiante de piano, pero nunca estuvo lo suficientemente segura de su nivel de interpretación como para intentar actuar como una posible carrera.
Se casó con Sherwood Anderson Diller a los 22 años, en noviembre de 1939, y tuvo seis hijos (uno de los cuales murió en la infancia). A escondidas, fue redactora de publicidad. Durante la Segunda Guerra Mundial, la familia se trasladó a Michigan, donde su marido había encontrado trabajo en la planta de bombarderos de Willow Run.
Durante su juventud, antes de aparecer en televisión, Diller trabajó en 1952 en la estación radial KROW, situada en Oakland, California. A finales del mismo año hizo su debut en el medio televisivo, protagonizando la serie de corta duración Phyllis Dillis, the Homely Friendmaker (1952), bajo la dirección de Jim Baker.

## Trayectoria
Phyllis Diller perfeccionó su arte en los clubes nocturnos. Debutó profesionalmente en 1955 en el legendario local nocturno de San Francisco, el Purple Onion, donde se mantuvo durante ochenta y siete semanas consecutivas. Desde los años 60 hasta los 90, actuó en clubes de todo el país. A principios de los años 60, actuó en el Bon Soir de Greenwich Village, y tuvo como telonera a una joven cantante llamada Barbra Streisand, con la que compartió un pequeño camerino. Diller hizo numerosas apariciones en programas de entrevistas, sobre todo en The Jack Paar Show, y en especiales de variedades, y también realizó giras de la USO con Bob Hope a Vietnam y más tarde a Oriente Medio durante la Guerra del Golfo Pérsico.
Diller entabló una estrecha y duradera relación con Bob Hope, apareciendo en decenas de sus especiales de televisión y coprotagonizando tres de sus amplias películas de comedia de los 60 Boy, Did I Get a Wrong Number!(1966), Eight on the Lam (1967) y The Private Navy of Sgt. O'Farrell (1968).
Para complementar sus gags, llevaba elementos de vestuario escandalosos y grotescos que desafiaban la visión idealizada de la mujer como objeto de belleza. Sus accesorios incluían una peluca muy desaliñada, guantes hasta la muñeca, botines cubiertos de tela y una pitillera enjoyada con un cigarrillo de madera. Además de su personalidad física, desarrolló una risa característica, un estridente "ja, ja, ja" para enfatizar sus chistes y provocar la respuesta del público.

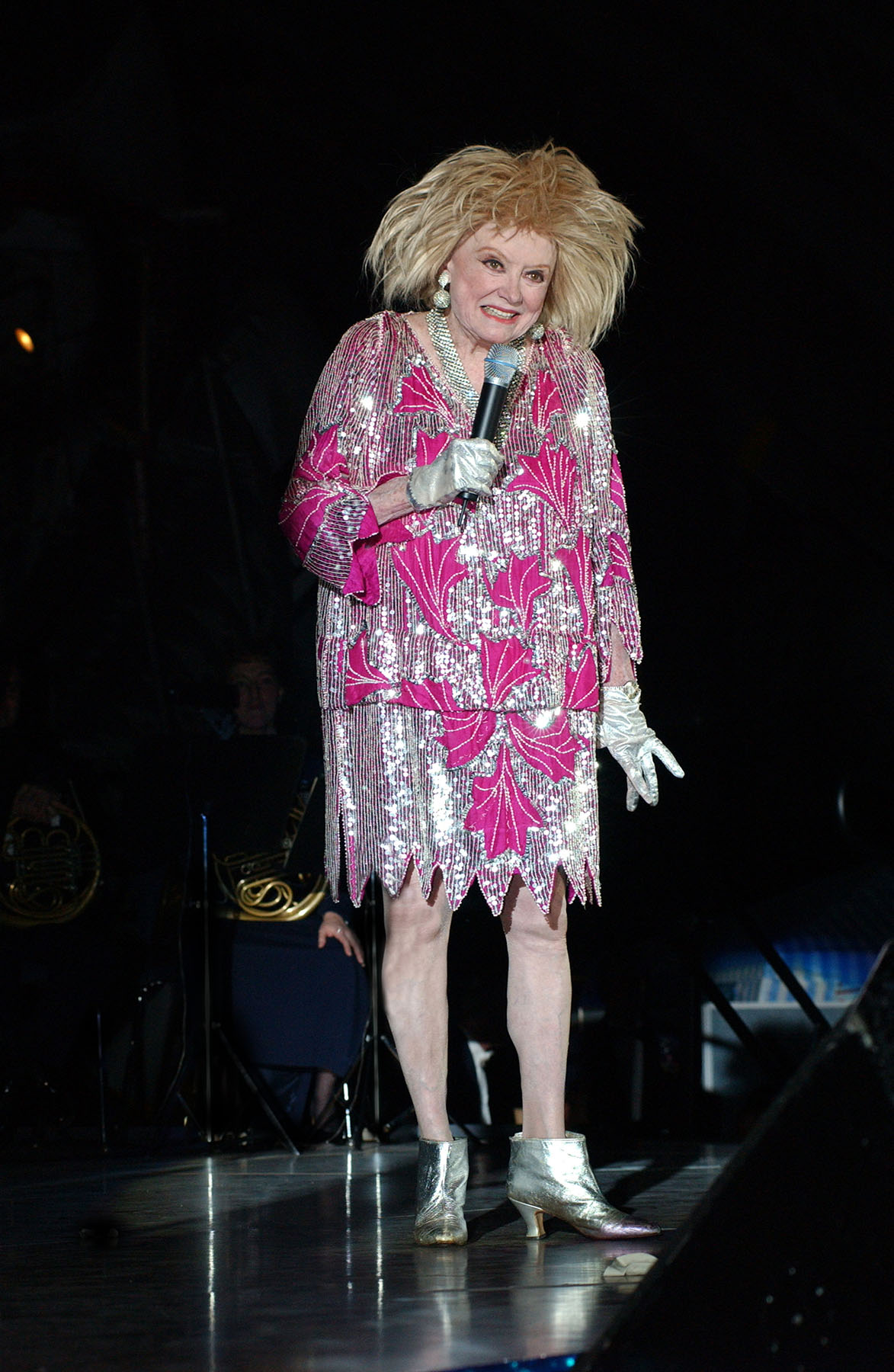
Diller durante una actuación en vivo en 2002.

Se convirtió en una actriz semi-regular en The Hollywood Squares, a partir de 1967, y apareció en 28 episodios hasta 1980. Diller también protagonizó la breve serie de televisión The Pruitts of Southampton (1966-1967); más tarde se retituló The Phyllis Diller Show, una comedia de media hora en la ABC. Recibió una nominación al Globo de Oro en 1967 por su papel en Pruitts. Diller presentó un programa de variedades en 1968 titulado The Beautiful Phyllis Diller Show.
¡A partir del 26 de diciembre de 1969, actuó durante tres meses en Hello, Dolly! (frente a Richard Deacon), como la penúltima de una sucesión de sustituciones de Carol Channing en el papel principal, que incluía a Ginger Rogers, Martha Raye, Betty Grable y Pearl Bailey. Tras la etapa de Diller, Ethel Merman se hizo cargo del papel hasta el final de la representación en diciembre de 1970.
Diller continuó trabajando en televisión durante los años 70 y 80, apareciendo como jueza en el estreno y en los siguientes episodios de The Gong Show y como participante en el programa Match Game PM. También actuó como invitada en The Mouse Factory, Night Gallery, Love American Style, The Muppet Show, CHiPs y The Love Boat. Entre 1999 y 2003 interpretó papeles en 7th Heaven y The Drew Carey Show.
Su exitosa carrera como actriz de doblaje continuó cuando Diller actuó como invitada en "A Good Medium is Rare", un episodio de 1972 de The New Scooby-Doo Movies. En 1998, Diller puso voz a la Reina en A Bug's Life. Entre sus otras películas de animación se encuentran El príncipe cascanueces (1990, como Mousequeen), Felices para siempre (1990, como Madre Naturaleza) y La escuela del miedo de Casper (2006, como Tía Spitzy).
Puso su voz a personajes de varias series de televisión, como Robot Chicken, Padre de familia, Espera a que tu padre vuelva a casa, Capitán Planeta, Vaca y pollo, Hey Arnold! como Mitzi, la hermana del abuelo de Arnold, Las Chicas Superpoderosas, Animaniacs, Jimmy Neutron como la abuela de Jimmy, Los salvajes Thornberrys y El rey de la colina También interpretó a la madre de Peter Griffin, Thelma, en Padre de familia en 2006.
Diller falleció de causas naturales mientras dormía el 20 de agosto de 2012 en su casa de Brentwood a los 95 años. Su representante Milton Suchin dijo que «estaba en su casa y murió con una sonrisa en su rostro; era una verdadera pionera».

## Premios y reconocimientos
- Golden Apple Award a la actriz más cooperativa – 1966.
- Laurel Award al Rostro Nuevo Femenino - 11º puesto. – 1967.
- Nominada a los Golden Globe como actriz de la serie de televisión– The Pruitts of Southampton – 1967.[6]
- Galardonada con una estrella en el Paseo de la Fama de Hollywood por su contribución a la televisión - 15 de enero de 1975.[11]
- Premio al Legado Vivo del Centro Internacional de la Mujer - 1990.[12]
- American Comedy Award a su trayectoria profesional– 1992.[13]
- Incluida en el Paseo de la Fama de San Luis en 1993.[14]
- Nominación al Premio Daytime Emmy por Mejor presentadora de un programa de entretenimiento – A Tribute to Bob Hope – 1998.
- Premio Women in Film Lucy, en reconocimiento a sus logros en la mejora de la percepción de la mujer a través del medio televisivo - 2000.[15]
- San Diego Film Festival Governor's Award – 2004.[16]
- Premio a la Trayectoria de su ciudad natal, Lima, Ohio, en 2012.[17]
- El 17 de julio se celebra oficialmente el "Día de Phyllis Diller" en Alameda (California), donde se inició en la radio y la televisión.[18]

## Filmografía
- Splendor in the Grass (1961)
- The Fat Spy (1966)
- Boy, Did I Get a Wrong Number! (1966)
- Eight on the Lam (1967)
- Silent Treatment (1968) (inconcluso)
- The Private Navy of Sgt. O'Farrell (1968)
- Did You Hear the One About the Traveling Saleslady? (1968)
- Mad Monster Party (1967) (voz)
- The Adding Machine (1969)
- The Sunshine Boys (1975)
- A Pleasure Doing Business (1979)
- Pink Motel (1982)
- Doctor Hackenstein
- Full House (1987)
- Pucker Up and Bark Like a Dog (1990)
- The Nutcracker Prince (1990) (voz)
- The Boneyard (1991)
- Wisecracks (1992) (documental)
- The Perfect Man (1993)
- Happily Ever After (1993) (voz)
- The Silence of the Hams / Il silenzio dei prosciutti (1994)
- A Bug's Life (1998) (voz)
- The Debtors (1999)
- The Nuttiest Nutcracker (1999) (voz)
- Everything's Jake (2000)
- The Last Place on Earth (2002)
- Hip! Edgy! Quirky! (2002)
- Bitter Jester (2003) (documental)
- Motocross Kids (2004)
- West from North Goes South (2004)
- Goodnight, We Love You (2004) (documental)
- The Aristocrats (2005) (documental)
- Madman Muntz: American Maverick (2005) (documental)
- Who Killed the Electric Car? (2006) (documental)
- Unbeatable Harold (2006)
- Forget About It (2006)
- Celebrity Art Show (2008) (documental)
- Blaze of Glory (2008) (voz)
- You Know the Face (2009) (documental)
- Looking for Lenny (2009) (documental)
- How to Live Forever (2009) (documental)
- I Am Comic (2010) (documental)

### Cortometrajes
- Rowan & Martin at the Movies (1968)
- The Lion Roars Again (1975)

### En inglés
- Phyllis Diller en Internet Movie Database (en inglés).
- Phyllis Diller en Internet Broadway Database (en inglés)
- Entrevista a Phyllis Diller (en inglés)
- Diller's Entry in the St. Louis Walk of Fame
- Comedy College webpage for Phyllis Diller
- NPR interview, Phyllis Diller: Still Out for a Laugh
- Archive of American Television Interview with Phyllis Diller, 8 de marzo de 2000
- NPR: Not My Job: Phyllis Diller, 4 de agosto de 2007 en Wait Wait...Don't Tell Me!
- Early Articles on Phyllis Diller's career
- Literature on Phyllis Diller

- Datos: Q230512
- Multimedia: Phyllis Diller / Q230512